# La Ménagerie républicaine
La Ménagerie républicaine est une série française de biographies satiriques publiée, d'abord en fascicules puis en volume, en 1889. Ses textes, rédigés par Léo Taxil, sont illustrés de caricatures en couleurs dessinées par Barentin et J. Blass.

## Histoire
La publication de La Ménagerie républicaine a été annoncée dans La Croix du samedi 15 juin 1889. Les livraisons de cette série de biographies satiriques, vendues pour 10 centimes (5 pour le premier numéro), paraissaient le mercredi et le samedi. Soixante livraisons étaient prévues mais seule une quarantaine de numéros semble avoir été effectivement publiée.
La rédaction des textes était due à Léo Taxil, ancien pamphlétaire anticlérical dont l'inattendue conversion au catholicisme et le ralliement au cléricalisme antimaçonnique et antirépublicain avaient marqué les esprits quatre ans auparavant.
Dessinées par Barentin puis par J. Blass, les caricatures de La Ménagerie républicaine exploitent un procédé caricatural déjà ancien consistant à affubler des personnalités de corps d'animaux. Deux décennies plus tôt, Paul Hadol avait ainsi réalisé La Ménagerie impériale (1870) à l'encontre de l'entourage de Napoléon III. Le format de la Ménagerie républicaine est comparable à celui du Trombinoscope.
En décembre 1889, 30 de ces biographies illustrées ont été republiées en un volume par l'éditeur Savine sous le titre : La Ménagerie politique. Par rapport à la publication initiale, les textes ont été mis à jour et la caricature d'Yves Guyot est différente.

## Liste des livraisons
| No | Vignette | Date              | Illustrateur | Personnage                  | Animal             |
| -- | -------- | ----------------- | ------------ | --------------------------- | ------------------ |
| 1  |          | 15 juin 1889      | Barentin     | Jules Ferry                 | Vampire            |
| 2  |          | 19 juin 1889      | Barentin     | Pierre Tirard               | Âne                |
| 3  |          | 22 juin 1889      | Barentin     | Jules Grévy                 | Macaque            |
| 4  |          | 26 juin 1889      | Barentin     | Georges Clemenceau          | Pieuvre            |
| 5  |          | 29 juin 1889      | Barentin     | Jules Cazot                 | Pie voleuse        |
| 6  |          | 3 juillet 1889    | Barentin     | Édouard Lockroy             | Sapajou            |
| 7  |          | 6 juillet 1889    | Barentin     | Daniel Wilson               | Canard             |
| 8  |          | 10 juillet 1889   | Barentin     | Jules Roche                 | Vipère             |
| 9  |          | 13 juillet 1889   | Barentin     | Louis Andrieux              | Renard             |
| 10 |          | 17 juillet 1889   | Barentin     | Noël Madier de Montjau      | Porc-épic          |
| 11 |          | 20 juillet 1889   | Barentin     | Eugène Spuller              | Éléphant           |
| 12 |          | 24 juillet 1889   | Barentin     | Henri Rochefort             | Frelon             |
| 13 |          | 27 juillet 1889   | Barentin     | Henri Tolain                | Requin             |
| 14 |          | 31 juillet 1889   | Barentin     | Ernest Renan                | Bouc               |
| 15 |          | 3 août 1889       | Barentin     | Henri Brisson               | Ours               |
| 16 |          | 7 août 1889       | Barentin     | Charles de Freycinet        | Souris blanche     |
| 17 |          | 10 août 1889      | Barentin     | Sadi Carnot                 | Geai               |
| 18 |          | 14 août 1889      | Barentin     | Adolphe Cochery             | Orfraie            |
| 19 |          | 17 août 1889      | Barentin     | Severiano de Heredia        | Taupe              |
| 20 |          | 21 août 1889      | Barentin     | Léon Say                    | Chauve-souris      |
| 21 |          | 24 août 1889      | Barentin     | Alfred Naquet               | Tortue             |
| 22 |          | 28 août 1889      | Barentin     | François Allain-Targé       | Grive              |
| 23 |          | 31 août 1889      | Barentin     | Charles Floquet             | Oie                |
| 24 |          | 4 septembre 1889  | Barentin     | Maurice Vergoin             | Pourceau           |
| 25 |          | 7 septembre 1889  | J. Blass     | Anatole de La Forge         | Cheval de fiacre   |
| 26 |          | 11 septembre 1889 | J. Blass     | Philippe Le Royer           | Serpent à sonnette |
| 27 |          | 14 septembre 1889 | J. Blass     | Ernest Constans             | Bousier            |
| 28 |          | 18 septembre 1889 | J. Blass     | René Goblet                 | Roquet             |
| 29 |          | 21 septembre 1889 | J. Blass     | Camille Pelletan            | Crapaud            |
| 30 |          | 25 septembre 1889 | J. Blass     | Jules Méline                | Lièvre             |
| 31 |          | 28 septembre 1889 | J. Blass     | Yves Guyot                  | Fouine             |
| 32 |          | 2 octobre 1889    | J. Blass     | Désiré Barodet              | Gorille            |
| 33 |          | 5 octobre 1889    | J. Blass     | Louise Michel               | Pélican            |
| 34 |          | 9 octobre 1889    | J. Blass     | Francisque Sarcey           | Phoque             |
| 35 |          | 12 octobre 1889   | J. Blass     | Henri Wallon                | Castor             |
| 36 |          | 16 octobre 1889   | J. Blass     | Jean-Marie-Arthur Labordère | Dindon             |
| 37 |          | 19 octobre 1889   | J. Blass     | Alexandre Ribot             | Autruche           |
| 38 |          | 23 octobre 1889   | J. Blass     | Auguste Vacquerie           | Hanneton           |
| 39 |          | 26 octobre 1889   | J. Blass     | Tony Révillon               | Cacatoès           |
| 40 |          | 30 octobre 1889   | J. Blass     | Maurice Rouvier             | Fourmi             |
| 41 |          | 2 novembre 1889   | J. Blass     | Jules Simon                 | Caméléon           |
| 42 |          | 6 novembre 1889   | J. Blass     | Arthur Ranc                 | Sanglier           |